# Franziskaner Mission
Die Franziskaner Mission ist das internationale Hilfswerk der Deutschen Franziskanerprovinz von der Heiligen Elisabeth. Sie geht auf den 1907 in Werl gegründeten Franziskaner-Missions-Verein zurück. Die Franziskaner Mission unterstützt mit Hilfe von Spendengeldern Entwicklungs- und Menschenrechtsprojekte vor allem in Nordost-Brasilien, Ostafrika, Bolivien und Vietnam. Geschäftsstellen befinden sich in Dortmund und München.

## Geschichte

### Gründung
1907 gründete Provinzial Wenzeslaus Straußfeld OFM in Werl den Franziskaner-Missions-Verein in der Sächsischen Franziskanerprovinz. Hauptaufgabe des Vereins war zunächst die Betreuung und der Ausbau der Shandong-Mission der Franziskaner in China. 1922 wurde Hilarion Rieck OFM zum Missions-Prokurator (Leiter des Vereins und Beauftragter der Ordensprovinz für die Mission) ernannt, und unter seiner Leitung wurden Spender im ganzen Land mobilisiert. Wirksame Unterstützung fand der Werler Missions-Verein auch durch die Generalleitung des Ordens in Rom.

### Missionsbegriff
Ging es den Missionaren zu Beginn des Jahrhunderts noch um die Christianisierung, gewann nach dem Zweiten Weltkrieg der Wille, allen Menschen ein Leben ohne Hunger und Unterdrückung zu ermöglichen, zunehmend an Bedeutung. Die „Option für die Armen“ wurde zu einem zentralen Begriff. Ein weiterer wichtiger Faktor der modernen Missionsarbeit ist die „Nachhaltigkeit“ der Projektarbeit, wobei Bildungs- und Ausbildungsprojekte die wichtigste Grundlage der Hilfe zur Selbsthilfe bilden. Und auch der Gedanke des Gebens und Nehmens ist mittlerweile fester Bestandteil von Mission geworden. Die Begegnung mit anderen Werten und Kulturen lässt den Reichtum und die Schönheit der Völker und Menschen erkennen. Die Armen haben etwas zu verschenken, was den Reichen fehlt – und umgekehrt. Moderne Mission ist keine Einbahnstraße mehr.

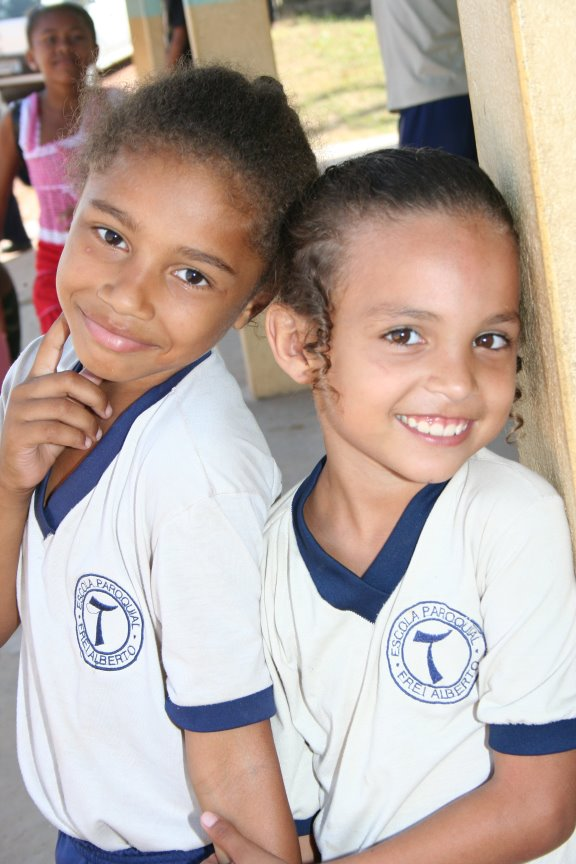
Schulprojekt in Bacabal

### Brasilien
1950 überließ die Franziskanerprovinz vom hl. Antonius in Recife ihre Gebietsrechte über die nordbrasilianischen Franziskanerprovinzen Maranhão und Piauí der Sächsischen Provinz vom Heiligen Kreuz. Da die 1948 aus China vertriebenen Missionare nach einem neuen Arbeitsfeld suchten, leitete der damalige Provinzial Dietmar Westermeyer OFM 1951 die franziskanische Missionsgründung in Nordostbrasilien in die Wege. Im März kamen die ersten Missionare nach Maranhão und Piauí. In den Folgejahren wurden sechs Konvente und acht Pfarreien in São Luís, Piripiri, Bacabal, Vitorino Freire, Lago da Pedra, São Luís Gonzaga und Teresina gegründet. Starken personellen Zuwachs erhielt die Brasilienmission in den 1960er-Jahren. 19 Franziskanerbrüder kamen aus Deutschland, um die Arbeit vor Ort zu sichern – viele arbeiten noch heute dort und kümmern sich um die Gemeinden, die zahlreichen Straßenkinder- und Schulprojekte sowie die Familienlandwirtschaftsschulen.

### Afrika

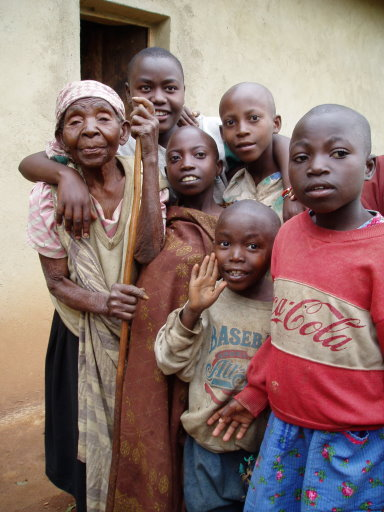
Aidswaisenprojekt in Afrika

Die Wurzeln der Afrika-Mission reichen zurück bis 1983, als die ersten drei deutschen Missionare nach Nairobi aufbrachen: Heinrich Gockel OFM, der zuvor von 1975 bis 1983 als Prokurator der Franziskaner Mission vorgestanden hatte, Ulrich Gellert OFM (aus der damaligen Franziskanerprovinz Colonia) und Hermann Borg OFM, der noch immer als Missionar in Kenia tätig ist. Gemeinsam mit einer internationalen Gruppe von Franziskaner-Missionaren wurde die erste Pfarrei in Subukia (Bistum Nakuru) und später dann der erste Konvent in Nairobi aufgebaut. Gottesdienste mit Familien, Jugendlichen und Universitätsstudenten, aber auch Begegnungen mit Flüchtlingen, Leprakranken und Armen wiesen den Weg zu den Aufgaben in der Seelsorgearbeit.
1994 erschütterte der blutige Bürgerkrieg in Ruanda die Welt. So rückte Ruanda in den Arbeitsbereich der Franziskaner Mission. In enger Zusammenarbeit mit dem damals in Kivumu/Ruanda wirkenden kroatischen Franziskaner Vjeko Curic OFM wurden Projekte in dieser Region des Landes unterstützt. Seither konnte der Aktionsradius der Franziskaner Mission erheblich erweitert werden. Mittlerweile unterhält die Franziskaner Mission eine Vielzahl von Projekten in Ruanda, Uganda und der D.R. Kongo.

Kinderhilfsprojekt in Vietnam

### Bolivien
Im Jahr 1951 wurde den Bayerischen Franziskanern das Vikariat „Ñuflo de Chávez“ im Tiefland von Bolivien anvertraut. 1984 folgte der Zusammenschluss der Franziskaner zu einer „Bolivianische Ordensprovinz“. Zum ersten Provinzial wurde P. Miguel Brems, ein bayerischer Franziskaner, gewählt. Er und die bolivianischen Mitbrüder baten den damaligen Franziskaner Missions-Verein in Bayern um Hilfe, damit sich die neue bolivianische Provinz entwickeln und sie die ihr gestellten Aufgaben erfüllen konnte. Auch heute leben und arbeiten noch bayerische Mitbrüder in Bolivien. Neben der Pastoralarbeit betreiben sie zusammen mit ihren bolivianischen Brüdern Krankenhäuser, Schulen, Ausbildungswerkstätten und Suppenküchen. Sie kümmern sich um Straßenkinder, die Inklusion behinderter Kinder, kämpfen gegen Unterernährung und leisten Nothilfe.

### Vietnam
Das jüngste Betätigungsfeld ist Vietnam. Im Jahr 2006 berichtete der in Deutschland lebende vietnamesische Franziskaner Chi Thien Vu OFM von der Not der Menschen in seinem Heimatland. Vor allem die Kinder im Gebirgsort Dong Trang lagen ihm sehr am Herzen. Seither hat sich ein immer stärker wachsender Spenderkreis gefunden, mit dessen Hilfe die Franziskaner Mission die Missionsaufgaben in Vietnam unterstützen kann.

### Heute
Die Einrichtung finanziert sich heute ausschließlich aus Spenden. Im Jahr 2017 wurden ca. 3,3 Millionen Euro Spenden eingenommen, die auch an Projekte weitergeleitet wurden. Die Verwaltung der Franziskaner Mission wird aus einem Fonds der Deutschen Franziskanerprovinz von der Heiligen Elisabeth finanziert. Der Verwaltungsaufwand macht ca. 6 % des Spendenaufkommens aus. Die Geschäftsstelle in Dortmund wird von Bruder Augustinus Diekmann OFM geleitet. Die Geschäftsstelle in München untersteht Bruder Alfons Schumacher OFM.

## Publikationen
Aus dem „Antoniusboten“, dem ursprünglichen Missions-Heft der Sächsischen Franziskanerprovinz, ging im Jahr 1983 – unter Federführung des damaligen Missions-Prokurators Reinhard Kellerhoff OFM – die Zeitschrift „Franziskaner Mission“ hervor. Dieses bis heute wichtige Kommunikationsorgan der Franziskaner Mission erscheint viermal im Jahr, wird allen Spendern und Unterstützern kostenlos zugesandt und behandelt unter wechselnden thematischen Schwerpunkten zeitgemäße Missionsfragen. Seit der Erstellung der eigenen Homepage im Jahr 2006 kann die Zeitschrift auch online gelesen werden. Die Internetpräsenz ist ein weiteres wichtiges Mittel, um grundsätzlich und aktuell über die Arbeit der Franziskaner Mission zu informieren.

## Projektschwerpunkte

### Schulen
Der Verein unterstützt zahlreiche Projekte für Schülerinnen und Schüler aus den Elendsvierteln in Brasilien, Ostafrika und Vietnam. Dazu zählen die Frei-Alberto-Schule in São Luís/Brasilien, das Schulprojekt CONASA in Bacabal/Brasilien, die Pater Vjeko-Schule in Kivumu/Ruanda und das Vorschulprojekt in Dong Trang/Vietnam.

### Bewusstseinsbildung
Die Projekte zur Bewusstseinsbildung zeigen Not leidenden Menschen Wege auf, wie sie mit einfachen Mitteln ihre Lebenssituation verbessern können. Beispielhafte Projekte sind in diesem Zusammenhang die Familienlandwirtschaftsschulen in Bacabal/Brasilien, das Bildungshaus CEFRAM in Bacabal/Brasilien, die AIDS-Projekte in Ostafrika und die Lepraprojekte in Maranhão/Brasilien.

### Abandonados
Als „Abandonados“ werden in Brasilien die Verlassenen, aus der Gesellschaft Ausgestoßenen bezeichnet. Dazu gehören ganz unterschiedliche Personengruppen. Der Verein hilft beispielsweise drogenabhängigen Jugendlichen sowie behinderten Kindern in Piripiri/Brasilien, zur Prostitution gezwungenen Frauen in Bacabal/Brasilien, obdachlosen Menschen in São Paulo/Brasilien, Straßenkindern in São Luís/Brasilien und traumatisierten Flüchtlingsfrauen in Bukavu/D.R. Kongo.

### Nothilfe
Wenn durch Krieg, Völkermord oder Naturkatastrophen das Leben von Menschen in Gefahr ist, hilft die Franziskaner Mission schnell und unbürokratisch.

## Partnergruppen-Konzept
Zu den Unterstützern zählen nicht nur Einzelspender, sondern auch eine Vielzahl von Partnergruppen. Hierzu zählen Schulen, Gemeinden, Eine-Welt-Kreise oder private Initiativgruppen, die mit Basaren, Konzerten, Solidaritätsläufen o. ä. gezielte Projekte unterstützen. Alle Gruppen werden vom Leiter der Franziskaner Mission oder auch den Missionaren auf Heimaturlaub regelmäßig besucht und über aktuelle Entwicklungen im jeweiligen Partnerprojekt auf dem Laufenden gehalten. Ziel des Partnergruppen-Konzeptes ist es, nicht nur Gelder fließen zu lassen, sondern bei den Spendern in Deutschland ein Bewusstsein für die Lebenszusammenhänge und die Mentalität der Menschen in den Projektorten zu schaffen.

## Grundsätze
- Für die Verwaltungskosten werden keine Spendenmittel eingesetzt. Die Franziskanerprovinz hat einen Missionsfonds eingerichtet, aus dessen Zinserträgen die Verwaltungskosten der Franziskaner Mission in Dortmund finanziert werden.

- Alle vom Verein direkt unterstützten Projekte in Nordost-Brasilien, Ostafrika und Vietnam werden von Franziskanern oder Franziskanerinnen geleitet. Alle Empfängerkonten sind im Ordensbesitz. Durch dieses weitreichende Netz des Ordens ist eine umfassende Kontrolle und regelmäßige Prüfung, ob die Projektgelder bedarfsgerecht eingesetzt werden, sichergestellt.

- Ein Projektantrag wird erst dann bearbeitet, wenn eine Befürwortung des zuständigen Provinzials des jeweiligen Landes vorliegt. Jeder Antrag muss eine genaue Kostenaufschlüsselung enthalten. Die Anträge werden vom Leiter der Franziskaner Mission und dem Provinzökonomen bzw. dem Provinzial der Deutschen Franziskanerprovinz von der Heiligen Elisabeth geprüft. Sollte dem Antrag stattgegeben werden, erfolgt die Überweisung des Geldes. Jeder Empfänger muss den Erhalt des Betrages umgehend bestätigen und nach der Projektabwicklung eine detaillierte Abrechnung vorlegen. Da zu allen Missionaren ein über Jahre gewachsener persönlicher Kontakt besteht, ist die Zusammenarbeit – auch im Bereich der Projektfinanzierung – unkompliziert und reibungslos.

- Ein kleiner Anteil der Projektarbeit entfällt auf die Co-Finanzierung mit anderen Organisationen wie der Missionszentrale der Franziskaner, Adveniat oder dem DAHW. In diesen wenigen Fällen werden die Anliegen erst dann von der Franziskaner Mission mitfinanziert, wenn eine eingehende Projekt-Prüfung durch die andere Organisation nachgewiesen werden kann. Auch hier kommt die Freigabe des jeweiligen Projektes nach dem oben beschriebenen Prinzip zur Anwendung, und auch hier muss der Erhalt des Geldes bestätigt sowie eine Projektabrechnung vorgelegt werden.